# Hermann Ebbinghaus

A ilusão de Ebbinghaus. Note-se que os círculos laranja parecem ser de diferentes tamanhos, mas são iguais

Hermann Ebbinghaus, (Barmen (Alemanha), 24 de janeiro de 1850 – 26 de fevereiro de 1909) foi o primeiro autor na psicologia a desenvolver testes de inteligência. Foi aluno de Wilhelm Wundt.
Iniciou no século XIX as primeiras investigações sobre a memória; aplicou nestes estudos sílabas aparentemente sem sentido para avaliar a capacidade e o tempo de armazenamento, assim como a facilidade de recuperação do material armazenado.
Enunciou princípios sobre o armazenamento da memória e demonstrou que as memórias têm diferentes tempos de duração. Foi um autor muito influente para cientistas como Ivan Pavlov ou Edward Thorndike que estudaram o condicionamento clássico e o condicionamento operante. Foi o pai do eminente filósofo neokantista Julius Ebbinghaus.

## Biografia

### Juventude
Ebbinghaus foi filho de mercadores luteranos de Barmen, uma cidade alemã próxima de Bona. Com 17 anos, ingressou na Universidade de Bona, onde foi inicialmente atraído pelo estudo da filosofia. Seus estudos foram interrompidos em 1870 devido à Guerra Franco-Prussiana, na qual serviu pelo exército prussiano. Antes da guerra, frequentou brevemente a Universidade de Berlim e a Universidade de Halle, mas regressou a Bona, onde defendeu a sua dissertação sobre Filosofia do Inconsciente em Eduard von Hartmann. Recebeu o doutoramento em 1873 aos 23 anos.